# Olga Wladimirowna Nasarowa
Olga Wladimirowna Nasarowa (russisch Ольга Владимировна Назарова, englische Transkription Olga Nazarova; * 1. Juni 1965 in Tula) ist eine ehemalige russische Sprinterin mit der Spezialstrecke 400 Meter, die in der Staffel der Sowjetunion und der des Vereinten Teams Olympiasiegerin wurde.
1987 wurde sie bei den Hallenweltmeisterschaften in Indianapolis Vierte. Im selben Jahr wurde sie bei den Weltmeisterschaften in Rom Achte im Einzelwettbewerb und gewann in der 4-mal-400-Meter-Staffel Silber.
Bei den Olympischen Spielen 1988 in Seoul gewann sie über 400 Meter die Bronzemedaille hinter Olha Bryshina (URS) und Petra Müller (GDR) sowie in der 4-mal-400-Meter-Staffel die Goldmedaille zusammen mit ihren Teamkolleginnen Tazzjana Ljadouskaja, Marija Pinigina und Olha Bryshina vor den Mannschaften der USA und der DDR. Ebenfalls Gold gab es für sie mit der sowjetischen Stafette bei den Weltmeisterschaften 1991 in Tokio.
Bei den Olympischen Spielen 1992 in Barcelona holte sie abermals die Goldmedaille, für das Vereinte Team der GUS startend: In der 4-mal-400-Meter-Staffel zusammen mit ihren Teamkolleginnen Jelena Rusina, Ljudmyla Dschyhalowa und Olha Bryshina vor den Mannschaften aus den USA und dem Vereinigten Königreich.
1995 startete sie für Russland bei den Weltmeisterschaften in Göteborg, schied jedoch im Halbfinale aus.

## Persönliche Bestzeiten
- 200 m: 22,68 s, 23. Mai 1987, Zaghkadsor
- 400 m: 49,11 s, 25. September 1988, Seoul
  - Halle: 51,65 s, 18. Februar 1990, Budapest